# Bangli (Regierungsbezirk)
Bangli ist ein Regierungsbezirk (Kabupaten) auf der Insel Bali, Indonesien. Er hat eine Fläche von 526,77 km² und zählte am Jahresende 2024 über eine Viertelmillion Einwohner. Nach Denpasar und Gianyar hatte er die dritthöchste Bevölkerungsdichte der Provinz. Sitz ist die gleichnamige Stadt Bangli die eigentlich aus vier Kelurahan des Kecamatan Bangli besteht.

## Geographie
Der Binnendistrikt grenzt im Westen an Gianyar, im Nordwesten an Badung, im Norden an Buleleng, im Osten an Karangasem und im Südosten an Klungkung.

### Grenzpunkte
Der Bezirk erstreckt sich südlich des Äquators und besitzt folgende äußere Grenzpunkte:
| Richtung | Kode           | Desa     | Kecamatan  | Koordinaten          |
| -------- | -------------- | -------- | ---------- | -------------------- |
| N        | 51.06.04.20440 | Kutuh    | Kintamani0 | 008°08′30,36″ s. Br. |
| O        | 51.06.04.2023  | Trunyan0 | Kintamani  | 115°27′32,34″ ö. L.  |
| S        | 51.06.92.2001  | Bunutin  | Bangli     | 008°31′31,26″ s. Br. |
| W        | 51.06.04.2037  | Catur    | Kintamani  | 115°13′56,35″ ö. L.  |

Bangli ist im Wesentlichen stark gebirgig. Hier befindet sich der Batur mit dem gleichnamigen Kratersee. Auf dem Rand der Caldera in Batur bei Kintamani steht seit einem Ausbruch des Vulkans 1926 der Muttertempel aller Subaks Pura Ulun Danau Batur.

### Verwaltungsgliederung
Administrativ gliedert sich Bangli in vier Distrikte (Kecamatan). Diese werden in 72 Dörfer unterteilt, von denen 4 als Kelurahan städtisch geprägt sind – zusammengefasst im Verwaltungszentrum des Kabupaten. Eine weitere Unterteilung erfolgt in 187 Banjar Dinas und 175.
| Code 1   | Kecamatan Distrikt | Ibu Kota Verwaltungssitz | Fläche (km²) | Einwohner Census 2010 2 | Volkszählung 2020 | Volkszählung 2020 | Volkszählung 2020 | Anzahl der | Anzahl der |
| Code 1   | Kecamatan Distrikt | Ibu Kota Verwaltungssitz | Fläche (km²) | Einwohner Census 2010 2 | Einwohner 3       | 0Dichte 40        | Sex Ratio 5       | Desa 6     | Kel. 7     |
| -------- | ------------------ | ------------------------ | ------------ | ----------------------- | ----------------- | ----------------- | ----------------- | ---------- | ---------- |
| 51.06.01 | Susut              | Susut                    | 50,41        | 43.202                  | 48.682            | 965,7             | 100,7             | 9          | –0         |
| 51.06.02 | Bangli             | Bangli                   | 56,26        | 48.267                  | 54.438            | 967,6             | 99,3              | 5          | 40         |
| 51.06.03 | Tembuku            | Tembuku                  | 50,79        | 33.806                  | 43.138            | 849,3             | 101,5             | 6          | –0         |
| 51.06.04 | Kintamani          | Kintamani                | 366,92       | 90.078                  | 112.463           | 306,5             | 102,9             | 48         | –0         |
| 51.06    | Kab. Bangli        | Bangli                   | 524,38       | 215.353                 | 258.721           | 493,38            | 101,5             | 68         | 4          |

## Demographie

### Soziale Daten 2020
| Merkmal                                                             | Kab. Bangli | 0Prov. Bali0 |
| ------------------------------------------------------------------- | ----------- | ------------ |
| Bevölkerung unterhalb der Armutsgrenze (Tsd.)00                     | 09,56       | 201,97       |
| Anteil der „armen Bevölkerung“ (indonesisch Penduduk miskin) (%)000 | 04,17       | 004,53       |
| Arbeitslosenrate (%)                                                | 01,86       | 005,37       |
| Lebenserwartung bei der Geburt (Jahre)                              | 70,52       | 072,24       |
| HDI-Index                                                           | 69,36       | 075,69       |
| Analphabetenrate (in %, 15+ J.)                                     | 09,57       | 005,20       |
| Anteil der Altersgruppen                                            | 0Real0      | 0Prozentual0 |
| Kinder (<15 J.)                                                     | 054.1410    | 20,93        |
| arbeitsfähige Bevölkerung (15–64 J.)                                | 179.2090    | 69,27        |
| Rentner und Pensionäre (>65 J.)                                     | 025.3710    | 09,81        |

### Religion und Bevölkerungsverteilung
| Religion       | 2020      | 2020     | 2020    | 2024 Anteil |
| Religion       | Anzahl    | Anteil % | Gebäude | 2024 Anteil |
| -------------- | --------- | -------- | ------- | ----------- |
| Islam          | 2.1850    | 1,020    | 3 8)    | 1,00        |
| Christen insg. | 248 9)    | 0,120    | 1160    |             |
| Davon:         |           |          |         |             |
| Protestanten   | 1970      | ~ 790    | 1130    | 0,12        |
| Katholiken     | 510       | ~ 210    | 30      | 0,03        |
|                |           |          |         |             |
| Hindus         | 0212.3250 | 98,810   | 1.3960  | 98,71       |
| Buddhisten     | 1130      | 0,050    | 10      | 0,11        |

| Jahr | Gesamt- Bevölkerung | Männer  | %     | Frauen  | %     | Sex Ratio 5) |
| 1961 | 124.005             |         |       |         |       |              |
| 1971 | 138.327             |         |       |         |       |              |
| 1980 | 161.542             | 81.108  | 50,21 | 80.434  | 49,79 | 100,84       |
| 1990 | 176.396             | 88.863  | 50,38 | 87.533  | 49,62 | 101,52       |
| 2000 | 193.776             | 98.297  | 50,73 | 95.479  | 49,27 | 102,95       |
| 2010 | 215.353             | 109.109 | 50,67 | 106.244 | 49,33 | 102,70       |
| 2020 | 258.721             | 130.307 | 50,37 | 128.414 | 49,63 | 101,47       |
| 2021 | 254.890             | 129.249 | 50,71 | 125.641 | 49,29 | 102,87       |
| 2022 | 255.911             | 129.689 | 50,68 | 126.222 | 49,32 | 102,75       |
| 2023 | 258.146             | 130.720 | 50,64 | 127.426 | 49,36 | 102,59       |
| 2024 | 260.526             | 131.868 | 50,62 | 128.658 | 49,38 | 102,49       |

* bis 2020 Volkszählungsergebnisse, danach Fortschreibung durch die Zivilstandsbüros

### Aktuelle Daten der Bevölkerungsfortschreibung
Nachfolgende Tabelle gibt den Einwohnerstand nach Geschlecht zur Volkszählung 2020 sowie für die Jahresenden 2022 und 2024 wieder. Er resultiert aus den Ergebnissen der Fortschreibung durch die örtlichen Zivilregistrierungsbüros (Disdukcapil, indonesisch Dinas Kependudukan dan Pencatatan Sipil). Der aktuelle Einwohnerstand kann jederzeit in einer interaktiven Karte abgerufen werden.

| Kecamatan     | Zensus 2020 | Zensus 2020 | Zensus 2020 | Jahresende 2022 | Jahresende 2022 | Jahresende 2022 | Jahresende 2024 | Jahresende 2024 | Jahresende 2024 | Jahresende 2024 | Jahresende 2024 | Jahresende 2024 |
| Kecamatan     | gesamt      | Männer      | Frauen      | gesamt          | Männer          | Frauen          | gesamt          | Männer          | Frauen          | Fläche          | Dichte          | Sex Ratio       |
| ------------- | ----------- | ----------- | ----------- | --------------- | --------------- | --------------- | --------------- | --------------- | --------------- | --------------- | --------------- | --------------- |
| Susut         | 48.682      |             |             | 49.123          | 24.748          | 24.375          | 49.847          | 25.066          | 24.781          | 50,45           | 988,01          | 101,15          |
| Bangli        | 54.438      |             |             | 54.077          | 27.082          | 26.995          | 54.549          | 27.302          | 27.247          | 57,41           | 950,23          | 100,20          |
| Tembuku       | 43.138      |             |             | 43.341          | 21.952          | 21.389          | 43.817          | 22.183          | 21.634          | 49,25           | 889,69          | 102,54          |
| Kintamani     | 112.463     |             |             | 109.370         | 55.907          | 53.463          | 112.313         | 57.317          | 54.996          | 369,66          | 303,83          | 104,22          |
| Kab. Bangli00 | 258.721     |             |             | 255.911         | 129.689         | 126.222         | 260.526         | 131.868         | 128.658         | 526,77          | 494,58          | 102,49          |

## Geschichte
Bis 1907 war Bangli eines der zu dem Zeitpunkt existierenden neun Königreiche von Bali. Die Hauptstadt hat einen berühmten Hindu-Tempel, den Pura Kehen aus dem 11. Jahrhundert.

## Galerie

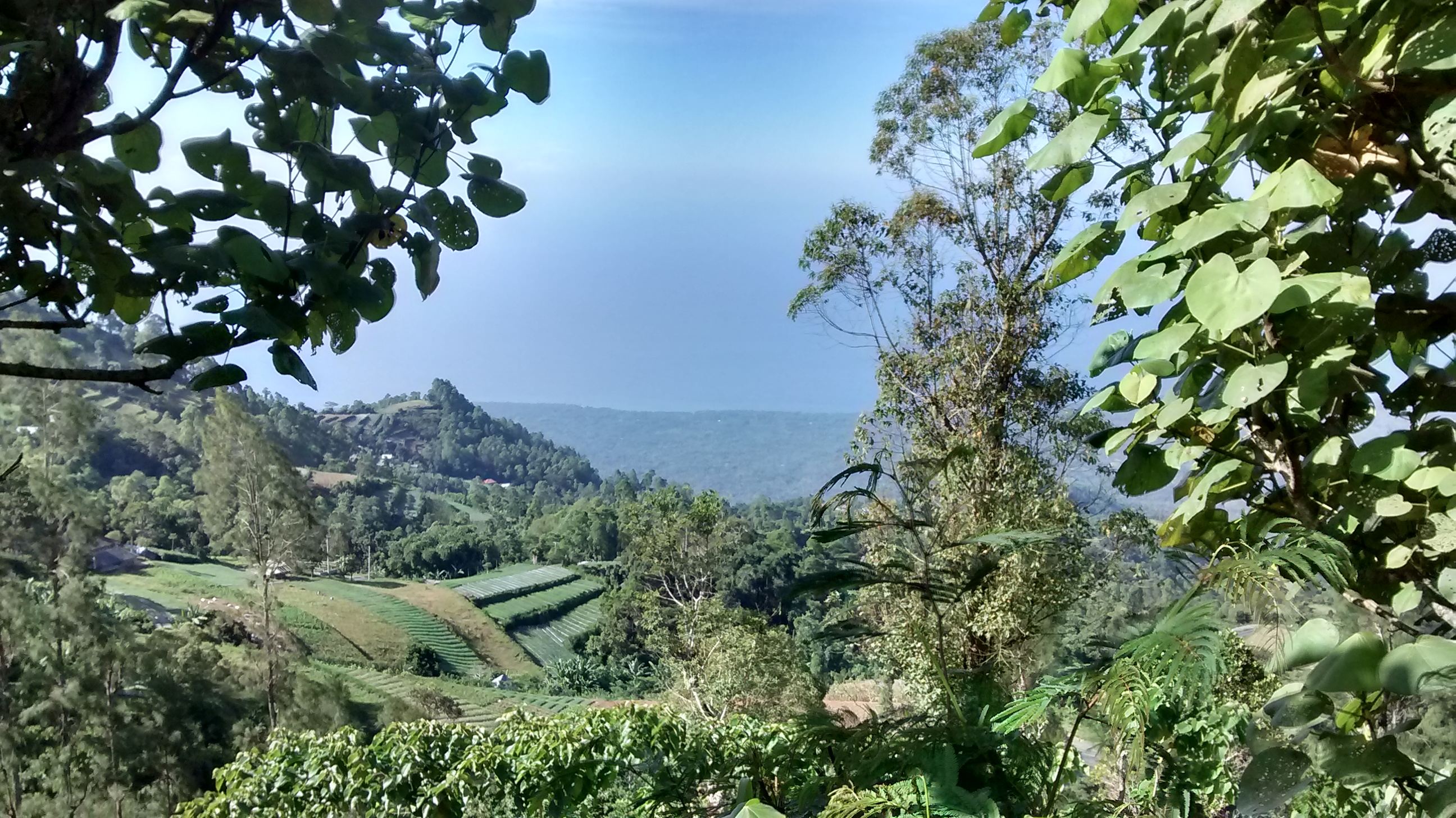
Songan B im Kec. Kintamani
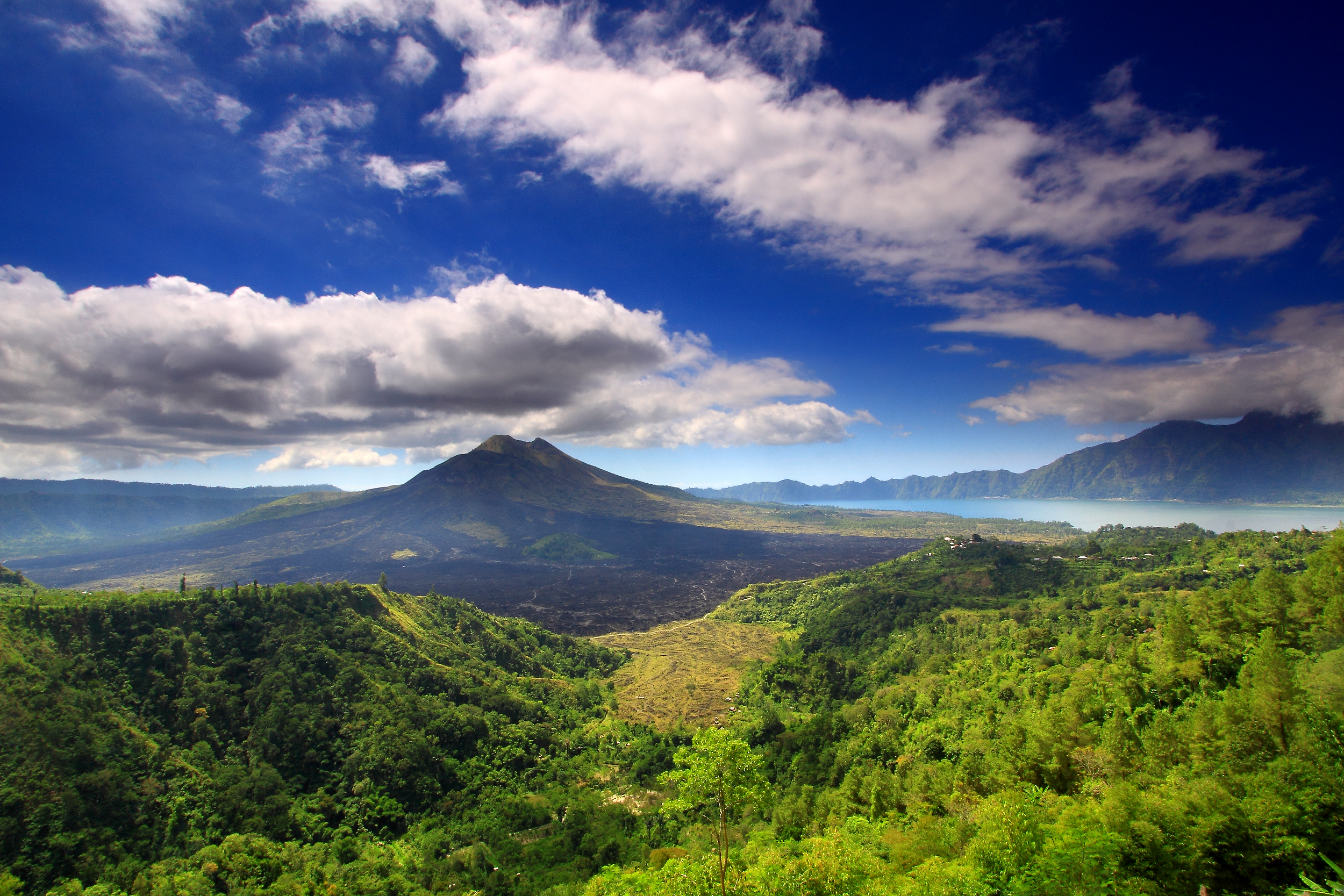
Blick in die Kaldera des Batur
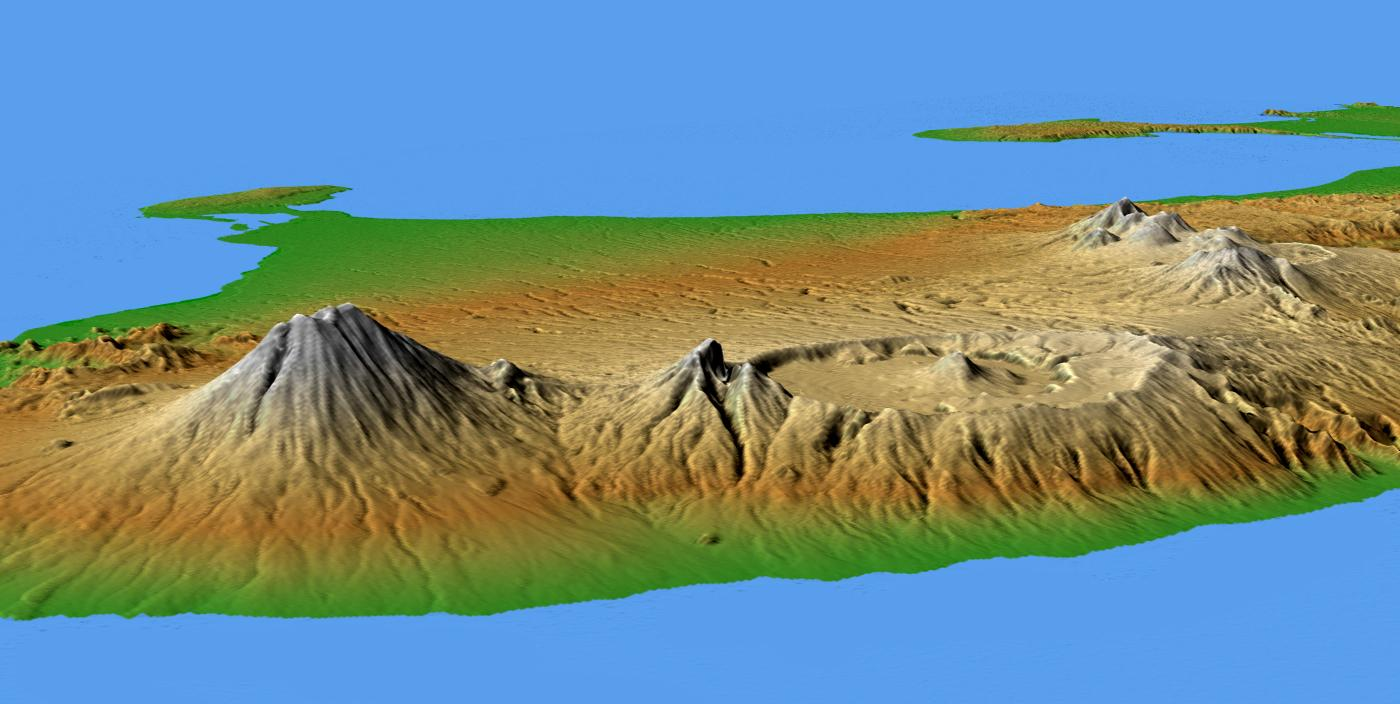
Agung links und Batur mit Kaldera rechts
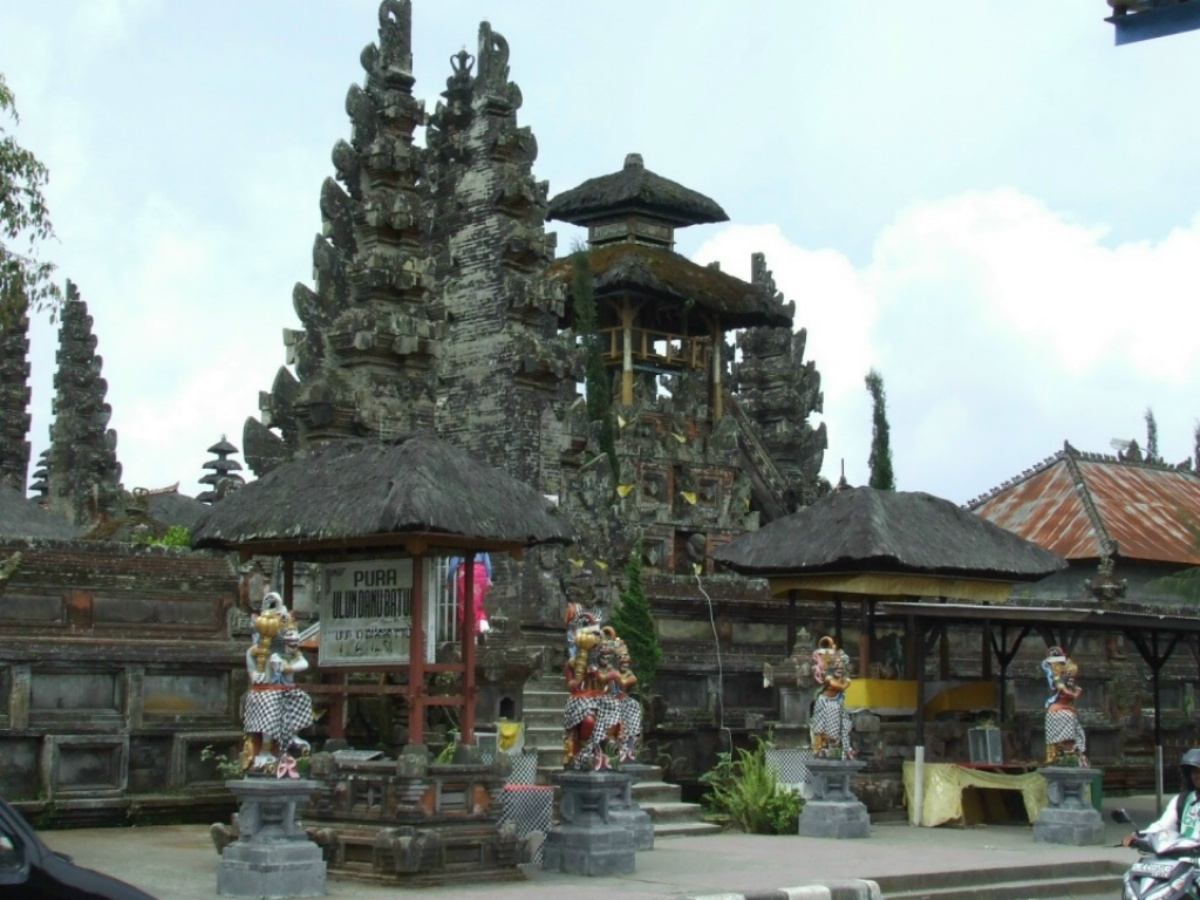
Eingang Pura Ulun Danu Batur
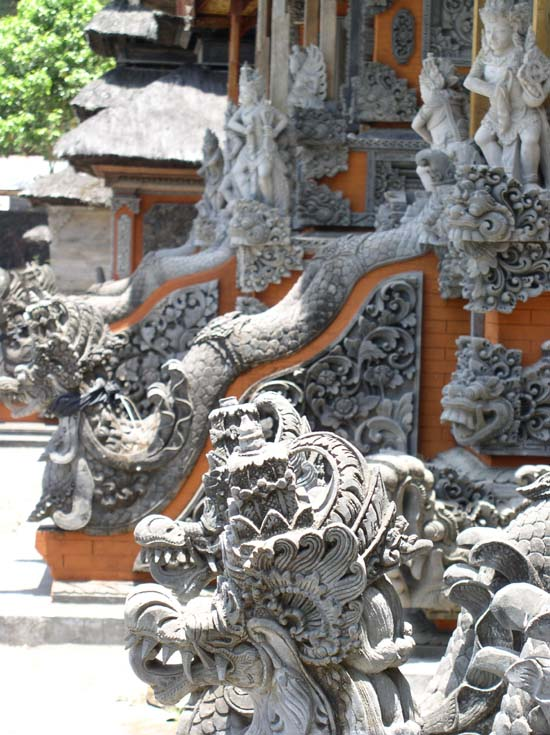
Klassische Steinmetzarbeit im Pura Ulun Danu Batur